# Gora Pushchina
Gora Pushchina (englische Transkription von russisch Гора Пущина Gora Puschtschina, deutsch ‚Puschtschinberg‘) ist ein Nunatak im ostantarktischen Königin-Maud-Land. Er ragt an der Westflanke des Jutulsessen in Gjelsvikfjella auf.
Russische Wissenschaftler benannten ihn. Der Namensgeber ist nicht überliefert. Dabei könnte es sich um den russischen Dekabristen Iwan Iwanowitsch Puschtschin (1798–1859).